# Funktechnische Truppen
Die Funktechnische Truppen (FuTT) waren eine Truppengattung der ehemaligen Luftstreitkräfte der NVA, die dem Tieffliegermeldedienst, Radarführungsdienst bzw. dem heutigen Einsatzführungsdienst der Luftwaffe der Bundeswehr vergleichbar war. Sie gliederten sich in Abgesetzte Funktechnische Posten, Funktechnische Kompanien (FuTK) und Funktechnische Bataillone (FuTB).
Der Waffeneinsatz wurde nicht unmittelbar durch den Gefechtsstand FuTB geleitet, sondern durch den jeweils vorgesetzten Gefechtsstand 1. LVD bzw. 3. LVD unter Nutzung der von den FuTT bereitgestellten Radardaten und der Luftlagedaten ARKONA (FüWES).

## Aufgaben
„Die Funktechnischen Truppen (FuTT) sind eine Waffengattung der Luftstreitkräfte, der Truppen der Luftverteidigung sowie der Landstreitkräfte (Truppenluftabwehr). Ihnen obliegt die Funkmeßsicherstellung der Gefechtshandlungen der Waffengattungen und Spezialtruppen aller Teilstreitkräfte. Zu ihren Aufgaben gehören die ununterbrochene Kontrolle des Luftraumes, die Funkmeßaufkärung fliegender gegnerischer Luftangriffsmittel und die Weitergabe dieser dabei gewonnenen Informationen für die Entschlußfassung zum Einsatz der Fla-Raketentruppen und der Jagdfliegerkräfte. Zur Ausrüstung der FuTT gehören Funkmeßstationen (FuMS) unterschiedlicher Typen und der verschiedensten Zweckbestimmung sowie die unterschiedlichsten Objekte des automatisierten Führungs- und Leitsystems (AFLS). Die Ausrüstung gestattet die Ortung von Luftzielen in allen Höhenbereichen, die Bestimmung der Staatszugehörigkeit und der genauen Koordinaten und Übergabe dieser Informationen an die anderen Waffengattungen im System der Luftverteidigung.“

Die Einheiten und Verbände der FuTT waren flächendeckend auf dem Territorium der DDR disloziert und stellten bereits im Frieden als Beitrag zum Diensthabenden System der Luftverteidigung (DHS) ein lückenloses Funkmessfeld mit definierter (für die einzelnen Stufen der Gefechtsbereitschaft) Ober- und Untergrenze sicher. Dieses wurde gemessen an einer Funkmessfelduntergrenze, die durch schnell verlegbare Radarstationen noch einmal nach unten (auf eine Flughöhe von etwa 50 m) verschoben werden konnte.

## Funkmesstechnik
Die Rundsuchradargeräte wurden gemäß ihrem Frequenzbereich eingeteilt in
- Meterwellenradargeräte,
- Dezimeterwellenradargeräte und
- Zentimeterwellenradargeräte

Dabei wurde das Prinzip durchgesetzt, dass der Luftraum mit allen Frequenzbereichen parallel aufgeklärt werden musste. Das sollte eine Anwendung von aktiven Störungen erschweren, da kaum alle Frequenzbereiche gleich effektiv gestört werden konnten.
Die Höhenmesser gab es jedoch nur als Dezimeter- und Zentimeterstation. Deren Namen ist aus einer russischen Abkürzung entstanden:
PRW: (russisch) ПРВ - передвижной радиовысотомер
(deutsch) verlegbarer Funkhöhenmesser (Höhenfinder)
Die Betonung auf „verlegbar“ bezog sich auf die Schwierigkeit während der Entwicklung dieser Radargeräte, eine stabile, durch die Schwingungsenergie der geschwenkten Antenne unbeeinflusste Basis zu schaffen. Dies wurde durch den Einsatz von schweren Artillerielafetten als Fahrwerk für diesen Typ Radargeräte erreicht.

## Bodenradargeräte der ehemaligen NVA
| Name                                 | NATO-Codename                   | Kurzbeschreibung | Antennensilhouette              |
| Meterwellenradargeräte der FuTT      | Meterwellenradargeräte der FuTT | Meterwellenradargeräte der FuTT | Meterwellenradargeräte der FuTT |
| ------------------------------------ | ------------------------------- | --- | ------------------------------- |
| P-3                                  | Dumbo                           | Vorläufer der Meterwellenstationen der NVA, sehr wahrscheinlich nicht in der NVA eingesetzt, aber in der GSSD.                                                                                            |                                 |
| P-8                                  | Knife Rest A                    | Erste Meterwellenstation, bis 1963 im Einsatz, abgesetzter und abgespannter Rohrmast mit vier Yagiantennen                                                                                                |                                 |
| P-10                                 | Knife Rest B                    | schmaler Gittermast am Fahrzeug, ebenfalls vier Yagiantennen |                                 |
| P-12 MA                              | Spoon Rest A                    | stabiler Gittermast am Fahrzeug ZIL-157 mit 12 Yagiantennen |                                 |
| P-12 NP                              | Spoon Rest B                    | Hängerversion mit zwei Zugmitteln Ural |                                 |
| P-12 NA                              | Spoon Rest C                    | stabiler Gittermast am Fahrzeug ZIL-131 |                                 |
| P-12 AMU 14                          | P-13                            | eine P-12 an einer Antenne der P-14 |                                 |
| P-14                                 | Tall King                       | große stationäre Parabolantenne (33 m × 22 m), z. B. FuTK-333 Putgarten (auf Rügen) und FuTK-312 Dobra/Großstöbnitz (bei Altenburg)                                                                       |                                 |
| Oborona (5N84A)                      | Tall King C                     | Nachfolger der P-14, mit ähnlich großer Antenne |                                 |
| P-18                                 | Spoon Rest D                    | teiltransistorisiert, 16 Yagiantennen, Antenne in 1,5m-Schritten variable Antennenhöhe |                                 |
| Dezimeterwellenradargeräte der FuTT  |                                 | |                                 |
| P-15                                 | Flat Face A                     | zwei kleinere Parabolspiegel übereinander |                                 |
| P-15 AMU                             | Squad Eye                       | mit einer Spezialantenne auf einem abgesetzten hohen Gittermast (15 oder 30m). Entgegen der NATO-Codebezeichnung war dieses kein eigenständiges Radar. Die Antenne mit dem Mast war nur Zubehör der P-15. |                                 |
| P-19                                 | Flat Face B                     | Weiterentwicklung der P-15, integriertes Sekundärradar 1L22 |                                 |
| Kabina 66 (5N87)                     | Back Net                        | zwei Sende-Empfangskabinen mit je zwei Antennen mit um 180° versetzter Strahlrichtung |                                 |
| ST-68U                               | Tin Shield                      | 3D-Radargerät, digitalisierte Signalverarbeitung |                                 |
| Zentimeterwellenradargeräte der FuTT |                                 | |                                 |
| P-25                                 | Strike Out                      | drehbare Sendekabine mit zwei sehr stabilen Cosecans²- Antennen (massiv aus durchbohrtem Blech, die obere um ca. 15° schräg gestellt)                                                                     |                                 |
| P-30                                 | Big Mesh                        | Schrägstellung wie die P-25, aber leichterer Antennenaufbau, mit Zusatzantenne für aktive Antwort |                                 |
| P-35                                 | Bar Lock                        | wie P-30, aber paralleler Antennenaufbau, mit 6 Hohlleitern zur Antenne (Stacked-Beam-Cosecans²- Antenne), ebenfalls mit aktiver Antwort                                                                  |                                 |
| P-37                                 | Bar Lock                        | wie P-35, mit 5 Hohlleitern zur Antenne, ebenfalls mit aktiver Antwort, später mit IFF-Balken an der oberen Antenne                                                                                       |                                 |
| P-40                                 | Long Track                      | Radargerät der Landstreitkräfte (Heer) auf einem gepanzerten Kettenfahrzeug (426U), hydraulischer Antennenauf- und -abbau.                                                                                |                                 |
| Funkhöhenmesser der FuTT             |                                 | |                                 |
| PRW-9                                | Thin Skin A                     | Höhenfinder für tieffliegende Ziele, sehr schmale, massive Parabolantenne, etwa ab 1972 eingesetzt |                                 |
| PRW-9A                               |                                 | ein PRW- 9, basiert auf einem LKW KrAZ-214 |                                 |
| PRW-10                               | Rock Cake                       | erster Höhenfinder der ehem. NVA (ab 1963/64), breitere und massive Parabolantenne (perforiertes Blech)                                                                                                   |                                 |
| PRW-11                               | Side Net                        | Nachfolger des PRW-10, breitere, filigranere Parabolantenne, Reflektor aus genieteten Metallstäben |                                 |
| PRW-13                               | Odd Pair                        | Nachfolger des PRW-11, größere Parabolantenne mit einer kleineren Kompensationsantenne |                                 |
| PRW-16                               | Thin Skin B                     | Modernisierung des PRW-9; für die Truppenluftabwehr (TLA) auf KrAZ-255-Lkw aufgebaut, für die Nachrichten- und Flugsicherungstruppe als Hängervariante                                                    |                                 |
| PRW-17                               | Odd Group                       | wie PRW-13, aber mit mehreren Kompensationsantennen |                                 |

## Organisation
(Stand Ende 1989)
Fachlich waren die Funktechnischen Truppen dem Chef Funktechnische Truppen (Chef FuTT) im Kommando der LSK/LV unterstellt. Dieser führte die Truppenteile über die Chefs Funktechnische Truppen der 1. bzw. 3. Luftverteidigungsdivision.